# Zabrachia polita
Zabrachia polita is een vliegensoort uit de familie van de Stratiomyidae. De wetenschappelijke naam van de soort is voor het eerst geldig gepubliceerd in 1901 door Coquillett.